# Суханыш
Суханыш — река в России, протекает по Башкортостану. Устье реки находится в 36 км по правому берегу реки Нугуш. Длина реки составляет 32 км, площадь водосборного бассейна 169 км².

## Притоки
По порядку от устья:
- Куяза (пр)[3]
- Тохтары (лв)[3]
- ручей из родника Барминцев (пр)[3]

## Данные водного реестра
По данным государственного водного реестра России относится к Камскому бассейновому округу, водохозяйственный участок реки — Белая от Юмагузинского гидроузла до города Салавата, без реки Нугуш (от истока до Нугушского гидроузла), речной подбассейн реки — Белая. Речной бассейн реки — Кама.
Код объекта в государственном водном реестре — 10010200412111100018039.